# Neillia serratisepala
Neillia serratisepala är en rosväxtart som beskrevs av Hui Lin Li. Neillia serratisepala ingår i släktet klockspireor, och familjen rosväxter. Inga underarter finns listade i Catalogue of Life.